# Kandeh
Kandeh is een bestuurslaag in het regentschap Nagan Raya van de provincie Atjeh, Indonesië. Kandeh telt 158 inwoners (volkstelling 2010).